# شونگلاینا
شونگلاینا (به آلمانی: Schöngleina) یک شهر در آلمان است که در تورینگن واقع شده‌است. شونگلاینا ۴۶۷ نفر جمعیت دارد.